# Championnats du monde de duathlon longue distance 1999
Navigation
Édition précédente Édition suivante
Les Championnats du monde de duathlon longue distance 1999 présentent les résultats des championnats mondiaux de duathlon longue distance en 1999 organisés par la fédération internationale de triathlon.
Les championnats se sont déroulés à Zofingen en Suisse, le 6 juin 1999.

## Distances parcourues
| Distances course (kilomètres) | Distances course (kilomètres) | Distances course (kilomètres) |
| Course à pied                 | Cyclisme                      | Course à pied                 |
| ----------------------------- | ----------------------------- | ----------------------------- |
|                               |                               |                               |

## Résultats

### Élite
| Rang               | Athlète          | Pays    | Temps |
| ------------------ | ---------------- | ------- | ----- |
| Médaille d'or      | Olivier Bernhard | Suisse  |       |
| Médaille d'argent  | Daniel Keller    | Suisse  |       |
| Médaille de bronze | Félix Martínez   | Espagne |       |

| Rang               | Athlète          | Pays             | Temps |
| ------------------ | ---------------- | ---------------- | ----- |
| Médaille d'or      | Debbie Nelson    | Nouvelle-Zélande |       |
| Médaille d'argent  | Alena Peterková  | Suisse           |       |
| Médaille de bronze | Ariane Gutknecht | Suisse           |       |

## Tableau des médailles
| Rang  | Nation           | Or | Argent | Bronze | Total |
| ----- | ---------------- | -- | ------ | ------ | ----- |
| 1     | Suisse           | 1  | 2      | 1      | 4     |
| 2     | Nouvelle-Zélande | 1  | 0      | 0      | 1     |
| 3     | Espagne          | 0  |        | 1      | 1     |
| Total | Total            | 2  | 2      | 2      | 6     |